# Church Icomb
Church Icomb var en civil parish fram till 1935 när den uppgick i civil parish Icomb, i grevskapet Gloucestershire i England. Civil parish var belägen 4 km från Stow-on-the-Wold och hade 106 invånare år 1931.